# Kawiaczka górska
Kawiaczka górska (Microcavia australis) – gatunek ssaka z podrodziny kawii (Caviinae) w rodzinie kawiowatych (Caviidae). Zamieszkuje tereny w Argentynie i Chile.

## Podgatunki
Wyróżnia się trzy podgatunki kawiaczki górskiej:
- M. a australis (I. Geoffroy Saint-Hilaire and d'Orbigny, 1833)
- M. a maenas (Thomas, 1898)
- M. a salinia (Thomas, 1921)

## Tryb życia
Kawiaczki górskie żyją w koloniach. W skład kolonii wchodzi od  4 do 38 zwierząt. Po  ciąży trwającej 53–55 dni samica rodzi kilkoro młodych (średnia 2,8), których masa ciała osiąga 30 g.

## Zasięg występowania
Gatunek występuje w Ameryce Południowej w Argentynie i Chile.

## Ekologia
Kawiaczki górskie są roślinożerne, w skład ich pożywienia wchodzą: liście, trawy, pędy, pąki, owoce, a także kora.